# Euscelidia fistula
Euscelidia fistula là một loài ruồi trong họ Asilidae. Euscelidia fistula được Dikow miêu tả năm 2003. Loài này phân bố ở vùng nhiệt đới châu Phi.